# Iljušin Il-18 (1946)
Iljušin Il-18 je bilo sovjetsko štirimotorno propelersko potniško letalo, ki so ga razvili kmalu po koncu druge svetovne vojne. Samo letalo je bilo uspešno, so pa bili njegovi motorji Švecov AŠ-73TK nezanesljivi in so jih potrebovali za pogon bombnika Tupoljev Tu-4. Tako so program batnega Il-18 leta 1948 ukinili, so pa nekaj let kasneje razvili turbopropelerskega Il-18.

## Specifikacije
- Posadka: 6
- Kapaciteta: 60 potnikov
- Dolžina: 29,86 m (97 ft 11 in)
- Razpon kril: 41,20 m (134 ft 10¼ in)
- Površina kril: 140 m2 (1506 ft2)
- Prazna teža: 28490 kg (62810 lb)
- Gros teža: 42500 kg (93696 lb)
- Motor: 4 × Švecov AŠ-73TK bencinski zvezdasti motor, 1800 kW (2400 KM) vsak

- Maks. hitrost: 565 km/h (351 mph)
- Potovalna hitrost: 450 km/h (280 mph)
- Dolet: 6200 km (3850 milj)
- Višina leta (servisna): 10700 m (35000 ft)